# Крајпуташ Василију Лазићу у Горњем Милановцу
Крајпуташ Василију Лазићу у Горњем Милановцу  други је из групе крајпуташа на уласку у Горњи Милановац из правца Београда. Налази се у близини спомен-обележја „тенк” и фабрике посуђа Металац.

## Историјат
Место где је крајпуташ подигнут у прошлости је припадало атару села Неваде. Сада је у градској зони Горњег Милановца. Због проширивања Ибарске магистрале 60-их година 20. века, заједно са преостала два крајпуташа, споменик је измештен на имање Милана Радовића из Грабовице.

## Опис споменика
Крајпуташ припада типу „капаша”. Исклесан је од грабовичког камена. Висина стуба износи 130 cm, а ширина страница 35 и 22 cm. Споменик надвисује покривка облика обрнуте зарубљене пирамиде, висине 17 cm, са страницама ширине 60 и 43 cm.
Са предње стране споменика исклесана је фигура војника. Одевен је у копоран са дуплим копчањем, преко кога је опасач. На глави му је шајкача. Приказан је у ставу мирно, опуштених руку, без оружја. На бочној страни урезана је пушка. У полулучном удубљењу на полеђини споменика уклесан је декоративни крст са дуплим, укрштеним крацима, испод кога је епитаф. По врсти камена, димензијама споменика и стилским особеностима, евидентно је да су споменици Драгића и Василија Лазића рад истог каменоресца, а по натписима да су у питању браћа.

## Епитаф
Око главе војника, у форми ореола, уклесано је име: Василије Лазић. На левој бочној страни, изнад урезане пушке, стоји натпис: “Пушка им срце увену.”.
На полеђини споменика, испод декоративног крста уклесано је: “Приђи роде и прочитај овај спомен који показује Василије Лазић из... ова пушка још казује...”.